# 堀越儀郎
堀越 儀郎（ほりこし ぎろう、1891年（明治24年）8月20日 - 1973年（昭和48年）6月2日）は、大正から昭和期の宗教家、教育者、政治家。天理大学学長、参議院議員（1期）。旧姓は村田。

## 経歴
奈良県添下郡郡山町（生駒郡郡山町を経て現大和郡山市）で村田忠三郎の三男として生まれ、堀越幸の養子となる。1917年（大正6年）東京帝国大学文科大学心理学科を卒業した。
1917年、天理中学校（現天理高等学校）教頭に就任。以後、天理外国語学校教授、天理教信徒部長、同文教部長、天理教総務、天理教いちれつ会理事長、天理大学理事長、天理短期大学学長、天理大学学長などを務めた。
1947年（昭和22年）4月の第1回参議院議員通常選挙に全国区から無所属で出馬して当選し、緑風会に所属して参議院議員に1期在任した。この間、参議院文部委員長などを務めた。
1966年（昭和41年）秋の叙勲で勲二等瑞宝章受章。
1973年6月2日死去、81歳。死没日をもって従四位に叙され、銀杯一組を賜った。

## 著作
- 『理は神』〈道友叢書 ; 第12編〉道友社、1919年。
- 述『宗教心理学概論』天理教青年会、1919年。
- 『甘露台因縁の理』地場思潮社、1925年。
- 『天理教とは如何なる宗教か』地場思潮社、1924年。